# Студенок, Геннадий Андреевич
Геннадий Андреевич Студенок (13 октября 1927, с. Заборье, Клинцовский уезд, Брянская губерния РСФСР — 23 ноября 2020, Екатеринбург, Россия) — советский партийно-государственный деятель и организатор производства, первый секретарь Свердловского горкома КПСС (1966—71), директор Завода транспортного машиностроения им. Я. М. Свердлова (1971—88). Лауреат Государственной премии СССР (1980). Кандидат экономических наук (1980).

## Биография
Родился 13 октября 1927 года в селе Заборье Заборской волости Клинцовского уезда Брянской губернии.
В 1935—1943 гг. учащийся средних школ пос. Идрица, г. Великие Луки, г. Кувшиново Калининской области, пос. Запрудня Московской области. В 1943 г. ученик слесаря 182-й насосной станции канала Москва — Волга в пос. Темпы Талдомского района Московской области.
В сентябре 1943 — июне 1947 гг. учащийся автотракторного отделения Московского лесомеханического техникума (станция Правда Ярославской железной дороги, Московская область). С сентября 1947 г. на Свердловском механическом заводе «Главлесзапчасть» техник-технолог, с апреля 1950 г. начальник технического отдела. Одновременно в сентябре 1948 — июне 1955 гг. студент механического факультета Уральского политехнического института. С ноября 1957 г. главный инженер Свердловского завода угольного машиностроения.
С апреля 1960 г. второй секретарь, с февраля 1963 г. первый секретарь Чкаловского райкома КПСС г. Свердловска. С марта 1966 г. первый секретарь Свердловского горкома КПСС.
С августа 1971 г. директор Завода транспортного машиностроения им. Я. М. Свердлова (г. Свердловск). С апреля 1988 г. персональный пенсионер союзного значения. В октябре 1988 — июне 1991 гг. старший преподаватель кафедры экономики и организации предприятий машиностроения Уральского политехнического института. В мае 1996 — мае 2003 гг. на ФГУП «Уральский завод транспортного машиностроения» заместитель технического директора дирекции «Спектр» по подготовке конструкторской документации трамвая и его постановке на серийное производство.
Скончался 23 ноября 2020 года в Екатеринбурге. Похоронен на Широкореченском кладбище.

## Участие в работе центральных органов власти
Делегат XXIII, XXIV съездов КПСС.
Депутат Верховного Совета РСФСР VII созыва.

## Награды
- орден Октябрьской революции (1976);
- два ордена Трудового Красного Знамени (1966, 1971);
- медаль «25 години народна власт» (Народная Республика Болгария, 1969);
- медаль «За доблестный труд. В ознаменование 100-летия со дня рождения В. И. Ленина» (1970);
- медаль «Тридцать лет победы в Великой Отечественной войне 1941—1945 гг.» (1975);
- медаль «Ветеран труда» (1986);
- медаль «100 лет профсоюзам России» (2004);
- медаль «60 лет победы в Великой Отечественной войне 1941—1945 гг.» (2005);
- Лауреат Государственной премии СССР (1980).